# Kamay Lau
Kamay Lau é uma atriz britânica. Interpretou Sei Tari, como a ajudante do senador Chanceler Valorum em Star Wars Episódio I: A Ameaça Fantasma (1999).

## Filmografia
- Revolver (2005) - garçonete
- Star Wars Episódio I: A Ameaça Fantasma (1999, não creditada) - Sei Taria, ajudante do senador Chanceler Valorum
- Perdidos no Espaço (1998, não creditada) - repórter
- O Quinto Elemento (1997, não creditada) - garota glamourosa japonesa